# XV edició dels Premis Ariel
La XV edició dels Premis Ariel, organitzada per l'Acadèmia Mexicana d'Arts i Ciències Cinematogràfiques (AMACC), es va celebrar el 20 de maig de 1973 a Ciutat de Mèxic per celebrar el millor del cinema durant l'any anterior.
El castillo de la pureza i Mecánica nacional van ser les pel·lícules més nominades, i també les més premiades amb cinc victòries cadascuna, inclòs un empat per millor pel·lícula, amb Reed, México insurgente. El director de fotografia canadenc-mexicà Alex Phillips va rebre l'Ariel d'Or a la carrera artística.

## Premis i nominacions
Nota: Els guanyadors estan llistats primer i destacats en negreta.⭐
| Millor pel·lícula - El castillo de la pureza, Estudios Churubusco ⭐ - Mecánica nacional, Producciones Escorpión ⭐ - Reed, México insurgente, Ollín y Asociados ⭐                                   | Millor direcció - Luis Alcoriza – Mecánica nacional ⭐ - Paul Leduc – Reed, México insurgente - Arturo Ripstein – El castillo de la pureza                                                       |
| Millor actor - Ignacio López Tarso – Rosa blanca com Jacinto Yáñez ⭐ - Alfonso Arau – El rincón de las vírgenes com Lucas Lucatero - Jorge Martínez de Hoyos – Los días del amor com Vicente Icaza   | Millor actriu - Lucha Villa – Mecánica nacional com Chabela ⭐ - Helena Rojo – Los cachorros com Tere - Maritza Olivares – Los Meses y Los Días com Cecilia                                      |
| Millor coactuació masculina - Arturo Beristáin – El castillo de la pureza com Porvenir ⭐ - Héctor Ortega – El rincón de las Vírgenes com Gobernador - Héctor Suárez – Mecánica nacional com Gregorio | Millor coactuació femenina - Diana Bracho – El castillo de la pureza com Utopía ⭐ - Anita Blanch – Los Días del Amor com Grandecita - Gloria Marín – Mecánica nacional com Dora                 |
| Millor argument original - El castillo de la pureza – Arturo Ripstein i José Emilio Pacheco ⭐ - Los Días del Amor – Alberto Isaac i Emilio García Riera - Mecánica nacional – Luis Alcoriza          | Millor guió adaptat - Mecánica nacional – Luis Alcoriza ⭐ - El castillo de la pureza – Arturo Ripstein i José Emilio Pacheco - Los días del amor – Alberto Isaac                                |
| Millor fotografia - María – Gabriel Figueroa ⭐ - El castillo de la pureza – Alex Phillips - Reed, México insurgente – Alexis Grivas                                                                  | Millor edició - Mecánica nacional – Carlos Savage ⭐ - El castillo de la pureza – Eufemio Rivera - Reed, México insurgente – Giovanni Korporaal i Rafael Castanedo                               |
| Millor escenografia - El castillo de la pureza – Manuel Fontanals - Mecánica nacional – Manuel Fontanals - Rosa blanca – Edward Fitzgerald                                                            | Millor banda sonora - Los días del amor – José Antonio Alcaraz, Lucía Álvarez i Raúl Lavista ⭐ - El muro del silencio – Rubén Fuentes - Los cachorros – Eduardo Luján i Joaquín Gutiérrez Heras |
| Millor ambientació - Los días del amor – Lucero Isaac ⭐ - El castillo de la pureza – Lucero Isaac - Vals sin fin – Julio Alejandro                                                                   | Millor curtmetratge - Frida Kahlo – Marcela Fernández Violante ⭐ |